# Beja (kerület)
Beja kerület (portugálul Distrito de Beja) Portugália déli részén található közigazgatási egység. Északról Évora kerület és Extremadura (Spanyolország), keletről Andalúzia (Spanyolország), délről Faro kerület, nyugatról az Atlanti-óceán és Setúbal kerület határolja. Területe 10.425 km², amelyen 150.287 fős népesség él. A kerület székhelyéről, Bejáról kapta nevét.

## Községek

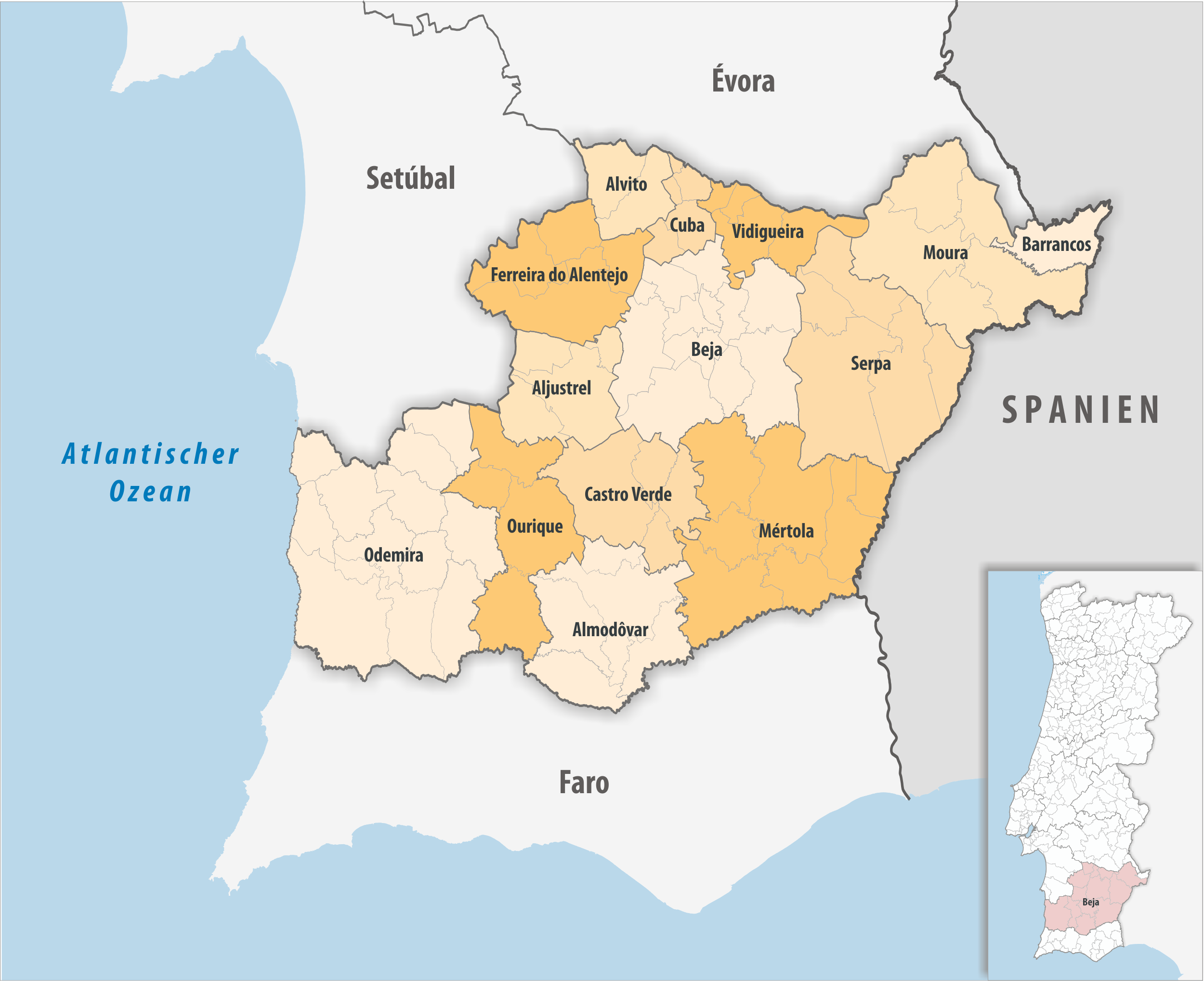
Beja kerület községei

A kerület 14 községből (município) áll, melyek a következők:
| Címer                       | Község               | Terület (km²) | Népesség (fő, 2008) | Népsűrűség (fő/km²) | Sorszám |
| --------------------------- | -------------------- | ------------- | ------------------- | ------------------- | ------- |
| Aljustrel címere            | Aljustrel            | 455,66        | 9 460               | 21                  | 5       |
| Almodôvar címere            | Almodôvar            | 775,88        | 7 163               | 9                   | 8       |
| Alvito címere               | Alvito               | 264,81        | 2 720               | 10                  | 2       |
| Barrancos címere            | Barrancos            | 168,43        | 1 697               | 10                  | 1       |
| Beja címere                 | Beja                 | 1 147,14      | 34 387              | 30                  | 18      |
| Castro Verde címere         | Castro Verde         | 567,31        | 7 782               | 14                  | 5       |
| Cuba címere                 | Cuba                 | 171,32        | 4 674               | 27                  | 4       |
| Ferreira do Alentejo címere | Ferreira do Alentejo | 648,45        | 8 132               | 13                  | 6       |
| Mértola címere              | Mértola              | 1 279,40      | 7 332               | 6                   | 9       |
| Moura címere                | Moura                | 957,73        | 16 120              | 17                  | 8       |
| Odemira címere              | Odemira              | 1 719,73      | 25 365              | 15                  | 17      |
| Ourique címere              | Ourique              | 660,15        | 5 426               | 8                   | 6       |
| Serpa címere                | Serpa                | 1 103,74      | 15 455              | 14                  | 7       |
| Vidigueira címere           | Vidigueira           | 314,20        | 5 886               | 19                  | 4       |

## Fordítás
Ez a szócikk részben vagy egészben  a   Distrito de Beja című portugál Wikipédia-szócikk ezen változatának fordításán alapul.  Az eredeti cikk szerkesztőit annak laptörténete sorolja fel. Ez a jelzés csupán a megfogalmazás eredetét és a szerzői jogokat jelzi, nem szolgál a cikkben szereplő információk forrásmegjelöléseként.

## Külső hivatkozások
- Beja kerület önkormányzatának honlapja